# Herzogtum Saint-Aignan
Das Herzogtum Saint-Aignan wurde im Dezember 1663 als Pairie für François Honorat de Beauvilliers geschaffen. Das Zentrum des Herzogtums war das Schloss Saint-Aignan in Saint-Aignan (Loir-et-Cher) im Berry bzw. dem heutigen Département Loir-et-Cher, das schon im 11. Jahrhundert von den Grafen von Blois als Festung auf den Felsen über dem Fluss Cher angelegt worden war und mit der sie lange Zeit die Verkehrswege in der Umgebung beherrschten.
Die Herren der Burg kamen aus der Linie Donzy des Hauses Semur (11.–13. Jahrhundert), dem Haus Châtillon (13. Jahrhundert), der Familie der Grafen von Nevers, Auxerre bzw. Tonnerre aus den Häusern Châtillon, Dampierre, Chalon und der Familie Husson (13.–16. Jahrhundert), die die Burg in ein Schloss umwandelte. Die Husson vererbten Saint-Aignan an das Haus Beauvilliers, unten denen die Erhebung zur Grafschaft (1537) und zum Herzogtum (1663) erfolgte.
Einige der Herzöge führten den Namen Duc de Beauvilliers, wenn der Vorgänger, zumeist der Vater, zurückgetreten war und das Herzogtum abgegeben hatte, den Titel aber weiterführte. Der Titel erlosch 1828 mit dem Tod des letzten Herzogs.

## Herren von Saint-Aignan
- Geoffroy de Donzy († 1037), Burgherr von Saint-Aignan, Sohn von Geoffroy I. de Semur und Mahaut de Chalon, der Witwe des Herzogs Heinrich der Große von Burgund, von Fulko Nerra Graf von Anjou hingerichtet
- Hervé de Donzy († 1055), dessen Bruder; ⚭ Mathilde de Chalon
- Geoffroy II. de Donzy († 1111), bis 1096 Comte de Chalon, dessen Sohn
- Hervé II. de Donzy († 1187), dessen Bruder; ⚭ NN de la Ferté
- Geoffroy III. de Donzy († 1157), Seigneur de Gien, de Saint-Aignan, de Cosne et de Châtel-Censoir; ⚭ NN
- Hervé III. de Donzy († 1187), deren Sohn; ⚭ (1) Mathilde Gouët; ⚭ (2) Clémence de Bourgogne
- Hervé IV. de Donzy († 1222/23 auf Burg Saint-Aignan) Herr von Donzy und Gien, deren Sohn; ⚭ Mahaut de Courtenay († 1257), Gräfin von Nevers, Auxerre und Tonnerre
- Agnès de Donzy († 1225), Gräfin von Nevers, Auxerre und Tonnerre, deren Tochter; ⚭ Guy IV. de Châtillon († 1226) Graf von Saint-Pol
- Gaucher de Châtillon († 1250), deren Sohn; ⚭ Johanna von Clermont († 1252);
- Jolanthe de Châtillon († 1254), dessen Schwester; ⚭ Archambault IX. († 1249), Herr von Bourbon
- Mathilde II. († 1262), Herrin von Bourbon, Gräfin von Nevers, Auxerre und Tonnerre, deren Tochter; ⚭ Odo († 1266), Erbherzog von Burgund
- Alix von Burgund († 1290), Gräfin von Auxerre, Dame de Saint-Aignan; ⚭ Jean I. de Chalon († 1309), Seigneur de Rochefort et de Châtelbelin
- Guillaume de Chalon († 1304), deren Sohn; ⚭ Eleonore von Savoyen († 1324)
- Jean II. de Chalon († 1362), Comte d’Auxerre, Seigneur de Rochefort et de Saint-Aignan, deren Sohn; ⚭ Alix von Mömpelgard
- Jean III. de Chalon († 1379), Comte d’Auxerre bis 1370, deren Sohn; ⚭ Marie Crespin du Bec
- Jean IV. de Chalon († 1370), Seigneur de Rochefort etc, deren Sohn
- Louis de Chalon; († 1370), Comte de Tonnerre, Seigneur de Saint-Aignan, dessen Bruder; ⚭ Marie de Parthenay
- Marguerite de Châlon, Comtesse de Tonnerre, deren Tochter; ⚭ Olivier de Husson, Seigneur de Ducey, de Husson et de la Salle-les-Cléry
- Jean de Husson, Comte de Tonnerre, Seigneur de Saint-Aignan etc., deren Sohn; ⚭ Jeann Sanglier
- Charles de Husson, Comte de Tonnerre, Seigneur de Husson, de Saint-Aignan etc., deren Sohn; ⚭ Antoinette de La Trémoille
- Louise de Husson († 1540), deren Tochter; ⚭ Méry de Beauvilliers, Seigneur de Thoury
- Claude de Beauvillers († 1539), Baron de Saint-Aignan, Seigneur de la Ferté-Hubert, deren Sohn; ⚭ (1) Charlotte de Tranchelion; ⚭ (2) Claude de Rohan-Gié

## Grafen von Saint-Aignan
- Claude (I.) de Beauvillers († 1539), 1537 Comte de Saint-Aignan, Seigneur de la Ferté-Hubert; ⚭ (1) Charlotte de Tranchelion; ⚭ (2) Claude de Rohan-Gié
- René de Beauvilliers († 1557), nahm nach dem Tod seines Bruders Claude die Titel Comte de Saint-Aignan und Baron de la Ferté-Hubert an; ⚭ Anne de Clermont
- Claude (II.) de Beauvilliers (1542–1583), Comte de Saint-Aignan, Seigneur et Baron de la Ferté-Hubert, deren Sohn; ⚭ Marie Babou de la Bourdaisière
- Hercule de Beauvilliers (1563–1583), Comte de Saint-Aignan, deren Sohn, ledig
- Léonor de Beauvilliers (1565–1589), Comte de Saint-Aignan, Baron de la Ferté-Hubert, dessen Bruder, ledig
- Honorat de Beauvilliers (1579–1622), Comte de Saint-Aignan, Baron de la Ferté-Hubert, dessen Bruder; ⚭ Jacqueline de La Grange d’Arquian
- François Honorat (1607–1687), Comte de Saint-Aignan, deren Sohn; ⚭ (1) Antoinette Servien, ⚭ (2) Françoise Geré

## Herzöge von Saint-Aignan
- François Honorat (1607–1687), 1663 1. Duc de Saint-Aignan; ⚭ (1) Antoinette Servien, ⚭ (2) Françoise Geré
- Paul (1648–1714), 1679 Duc de Saint-Aignan, unter dem Namen Duc de Beauvilliers, Grande von Spanien, dessen Sohn aus erster Ehe; er kaufte Buzançais, Montrésor, Argy; ⚭ Henriette Louise Colbert
- PaulHippolyte (1684–1776), Duc de Saint-Aignan, dessen Halbbruder aus zweiter Ehe; ⚭ (1) Anne de Montlezun; ⚭ (2) Françoise Hélène Etiennette Turgot
- Paul-François (1710–1742), Duc de Saint-Aignan unter dem Namen Duc de Beauvilliers, dessen Sohn; ⚭ Marie Susanne Françoise de Creil
- Paul-Louis (1711–1757), 1742 Duc de Saint-Aignan unter dem Namen  Duc de Beauvilliers, dessen Bruder; ⚭ (1) Auguste-Éléonore-Olympe-Nicole de Bullion de Fervaques; ⚭ (2) Charlotte Susanne de Nos
- Paul-Étienne-Auguste (1745–1771), 1757 Duc de Saint-Aignan unter dem Namen Duc de Beauvilliers, dessen Sohn; ⚭ Marie Madeleine de Rosset
- Marie Paul Victoire (1766–1794), Duc de Saint-Aignan, dessen Sohn; ⚭ Françoise Camille de Bérenger
- Raymond François (1790–1811), Duc de Saint-Aignan, dessen Sohn; ⚭ Emma Nathalie Victurnienne de Rochechouart-Mortemart
- Charles Paul François de Beauvilliers (1746–1828) letzter Duc de Saint-Aignan, dessen Großonkel, jüngerer Sohn von Paul Louis; ⚭ 21. Juni 1765 Marie Louise de Mailly

Das Schloss Saint-Aignan (nicht aber der Herzogstitel) ging an Colette de Beauvilliers (1749–1831), die Schwester des letzten Herzogs, die seit 1771 mit Antoine Charles Guillaume, Marquis de La Roche-Aymon (1751–1831) verheiratet war.